# Ếch Ấn Độ
Ếch Ấn Độ (danh pháp hai phần: Hoplobatrachus tigerinus) là một loài ếch thuộc họ Ranidae được tìm thấy ở Ấn Độ, Pakistan và Nepal.
Chiều dài từ mõm đến đít là 6,5 inch. Loài này được tìm thấy ở lục địa Myanmar, Bangladesh, Ấn Độ, Pakistan, Afghanistan, và Nepal. Loài này được du nhập vào Madagascar và quần đảo Andaman thuộc Ấn Độ, nơi chúng là loài xâm lấn khắp nơi.
Loài này được nuôi để làm thịt bắt đầu từ Thái Lan thập niên 1990.

## Hình ảnh

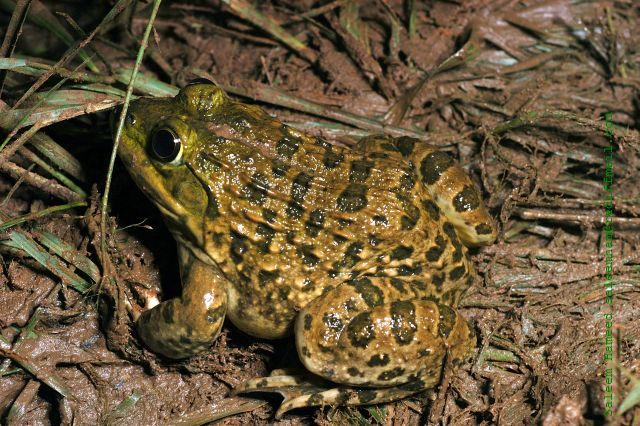
Ếch Ấn Độ từ Bengaluru
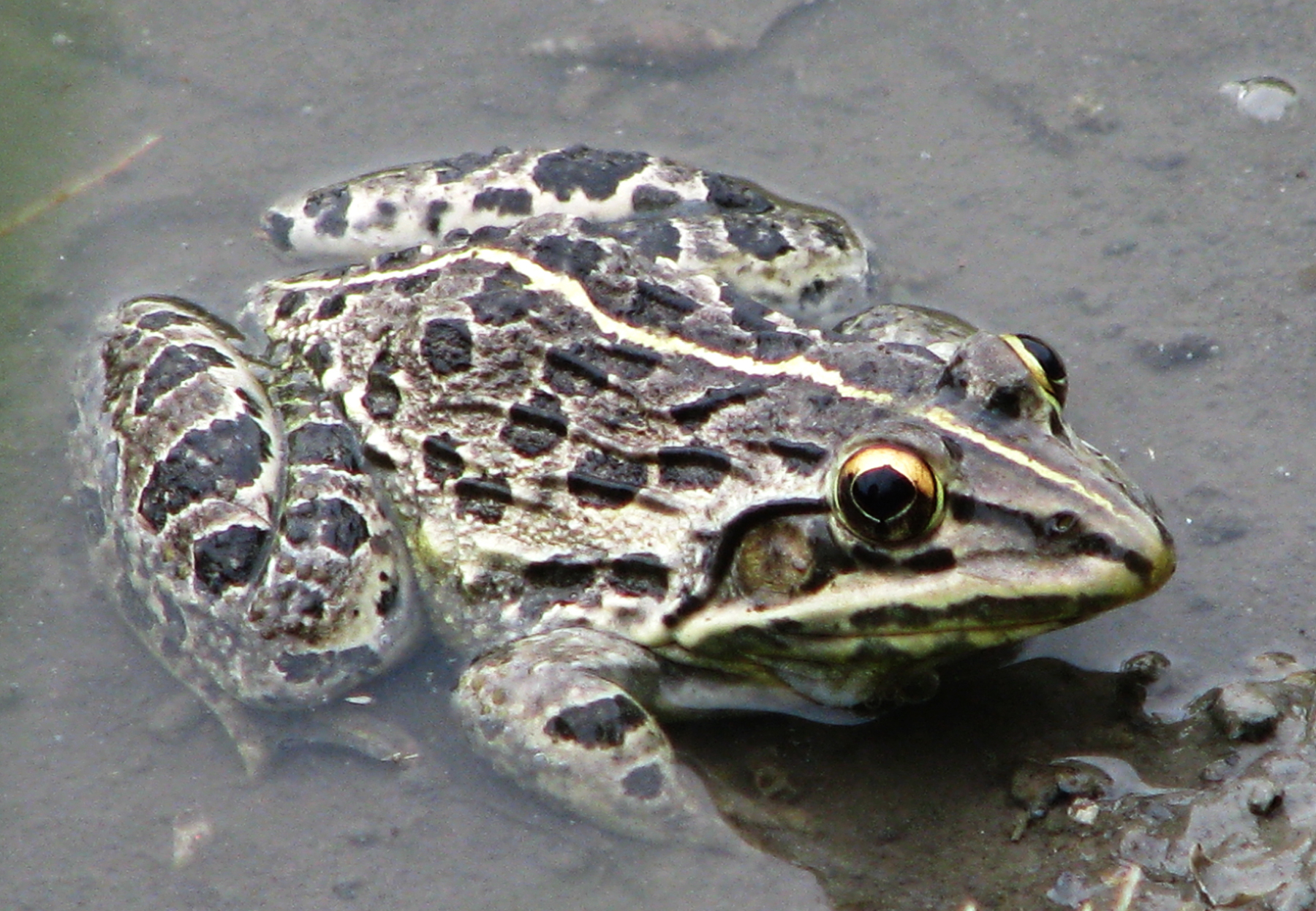
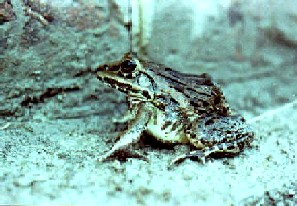
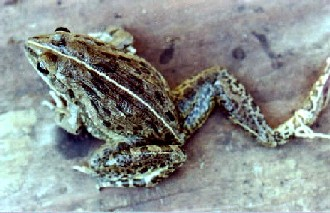
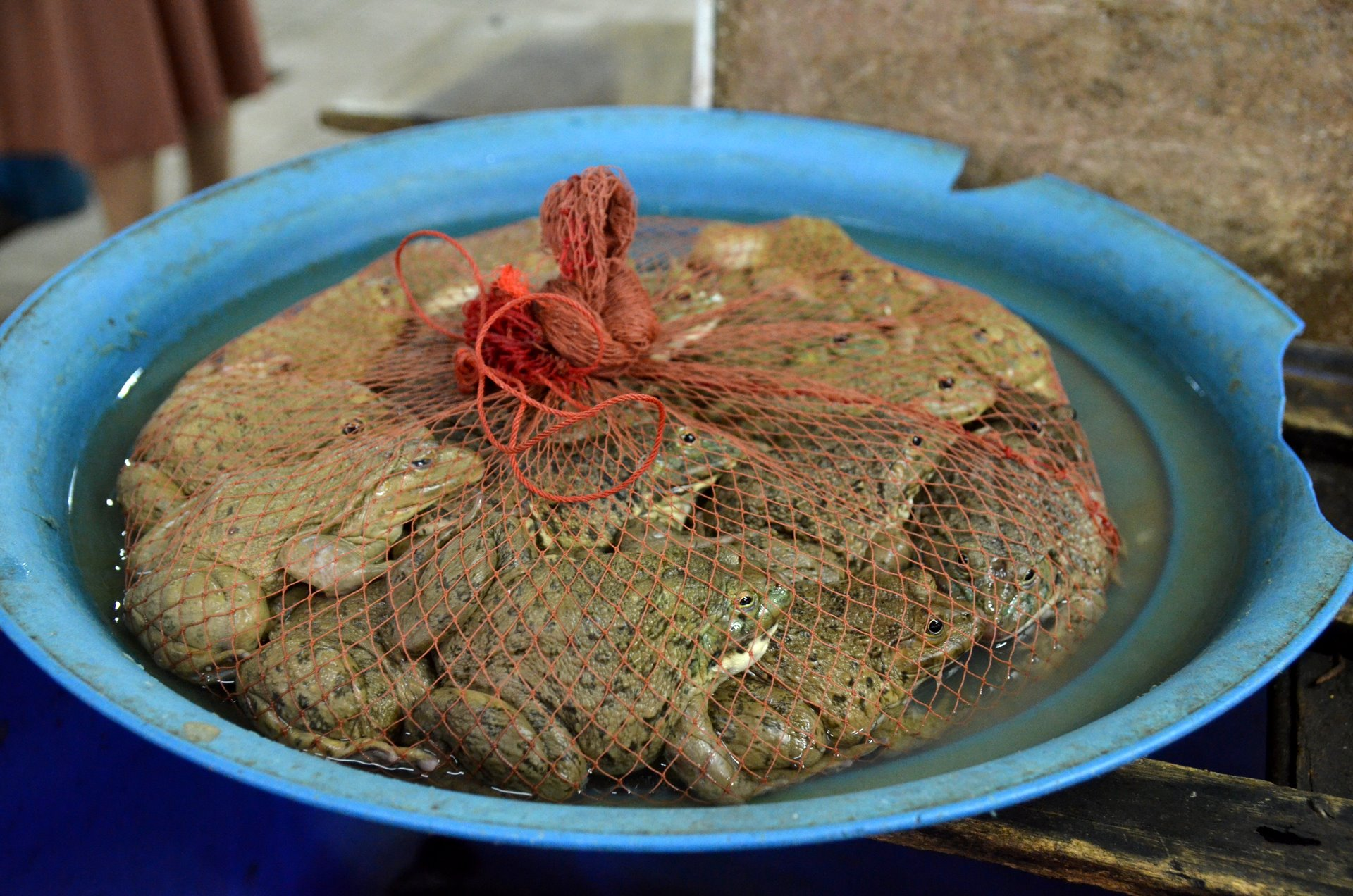